# Rödgadden (vid Nagelskären, Nagu)
Rödgadden är en ö nära Husskär i Nagu,  Finland. Den ligger i Skärgårdshavet i Pargas stad i landskapet Egentliga Finland, i den sydvästra delen av landet. Ön ligger omkring 3 kilometer nordost om Husskär, 26 kilometer sydost om Nagu kyrka, 52 kilometer söder om Åbo och omkring 160 kilometer väster om Helsingfors. Närmaste allmänna förbindelse är förbindelsebryggan vid Knivskär som trafikeras av M/S Nordep.
Öns area är 0,7 hektar och dess största längd är 160 meter i nord-sydlig riktning. Det finns inga samhällen i närheten.